# ويليام د. فنسنت
ويليام د. فنسنت (بالإنجليزية: William D. Vincent)‏ هو سياسي أمريكي، ولد في 11 أكتوبر 1852 في دريسدن في الولايات المتحدة، وتوفي في 28 فبراير 1922 في سانت لويس في الولايات المتحدة. حزبياً، نشط في حزب الشعب. وقد انتخب عضو مجلس النواب الأمريكي.